# Comesperma drummondii
Comesperma drummondii là một loài thực vật có hoa trong họ Polygalaceae. Loài này được Steetz mô tả khoa học đầu tiên năm 1848.